# خانه‌های بریم شماره ۲۳۹
خانه‌های بریم شماره ۲۳۹ مربوط به دوره پهلوی دوم است و در آبادان، منطقه مسکونی بریم، پلاک ۲۳۹ واقع شده و این اثر در تاریخ ۳۰ بهمن ۱۳۸۶ با شمارهٔ ثبت ۲۱۲۱۸ به‌عنوان یکی از آثار ملی ایران به ثبت رسیده است.